# Christy Doran
Christy Doran (Dublín, Irlanda, 1949) es un guitarrista irlandés de jazz contemporáneo, cuya carrera se desarrolló desde Lucerna, Suiza.

## Historial
Doran fundó la banda OM, con Fredy Studer, Urs Leimgrumber, y Bobby Burri, en los años 1970; este grupo grabó para el sello ECM. Junto con Studer, trabajaron también en un tributo a Jimi Hendrix en los años 1990. Doran también colaboró con un gran número de músicos de free jazz y modern creative jazz, como Marty Ehrlich, Robert Dick, Ray Anderson, Han Bennink, Albert Mangelsdorff, Louis Sclavis, Marilyn Mazur, Herb Robertson, John Wolf Brennan, Patrice Héral, Jamaaladeen Tacuma, y  Carla Bley. Doran fue uno de los impulsores de la banda New Bag, en 1997, con los que realizó giras mundiales entre 1998 y 2000. Actualmente es profesor del Musikhochschule de Lucerna.

## Discografía
- Harsh Romantics (1984)
- The Returning Dream of the Leaving Ship (1986)
- Red Twist & Tuned Arrow (1987)
- Henceforward (1988)
- Christy Doran's Phoenix (1989)
- Corporate Art (1991)
- What a Band (1991)
- Musik für zwei Kontrabässe, elektrische Gitarre und Schlagzeug (1991)
- Play The Music Of Jimi Hendrix (1995)
- Race the Time (1997)
- Shaman (2000)
- Black Box (2002)
- Heaven Is Back in the Streets (2003)
- Triangulation (2004)
- Confusing The Spirits (2004)
- Perspectives (2005)
- Jimi (2005)
- La Fourmi (2005)
- Now's the Time (2006)
- Triangulation: Whirligigs (2010)